# Richard Sharpe
Richard Sharpe é o personagem central na série de romances de ficção histórica escritos pelo autor inglês Bernard Cornwell, As Aventuras de Sharpe ou conhecido também como As Aventuras de um Soldado nas Guerras Napoleônicas. Estes serviram de base para uma série de televisão do canal britânico ITV em que o personagem foi interpretado por Sean Bean.
A série é composta de vários romances e contos que mostra o progresso de Sharpe no Exército Britânico durante as Guerras Napoleônicas. Ele começa em Sharpe's Tiger como um recruta do 33rd Regiment of Foot e se torna um sargento no final do livro; ele é um alferes no 74º Regimento durante Sharpe's Trafalgar, que é transferido para os recém-formados 95º Rifle Brigade como segundo tenente. Ele é gradualmente promovido através das fileiras, finalmente se tornando um tenente-coronel no Sharpe's Waterloo.
A série encena sua luta pela aceitação e respeito pelo resto dos oficiais e pelos homens sob seu comando. Sharpe foi abandonado no nascimento e tornou-se especialista em sobrevivência em Yorkshire. Subindo no campo de batalha, ele deixa para trás sua própria classe para se tornar um oficial do exército onde o posto é geralmente comprado. Ao contrário de muitos dos oficiais que servem com ele, Sharpe sabe lutar.
Sharpe é descrito como "brilhante, mas rebelde" em Sharpe's Sword. Um líder altamente qualificado de tropas de infantaria ligeira, ele participa de uma ampla gama de eventos históricos durante as Guerras Napoleônicas e outros conflitos, incluindo a Batalha de Waterloo. Os primeiros livros de acordo com a cronologia do personagem (eles foram publicados em ordem não-cronológica) são desenvolvidos na Índia, e narram os anos que Sharpe passou nas fileiras usando o distintivo. Ele é conhecido por ser um homem perigoso se você o tiver como inimigo. Ele é um atirador experiente e se torna um bom espadachim.

## Realizações históricas
Apesar de ser um herói fictício, Sharpe é frequentemente retratado como a força motriz de vários eventos históricos cruciais. Cornwell admite ter uma licença com a história, colocando Sharpe no lugar de outro homem cuja identidade está perdida na história, ou às vezes "roubando o trovão de outro homem". Tais realizações incluem:
- Desarmando uma armadilha colocada para os soldados britânicos atacando Seringapatam (Cornwell aponta na nota histórica do romance que nunca houve realmente uma armadilha);
- Matar o Sultão Tipu e saquear seu cadáver (a identidade do soldado que matou o sultão nunca foi revelada, provavelmente porque ele não queria admitir que saqueava suas jóias);
- Salvando a vida de Arthur Wellesley na Batalha de Assaye (Wellesley foi desmontado e forçado a se defender dos artilheiros Mahratta por alguns momentos cruciais; Cornwell observa que se qualquer soldado ou oficial salvasse sua vida durante essa luta, ele certamente o recompensaria com uma promoção);
- Atacando as muralhas da fortaleza interior de Gawilghur e abrindo os portões para as forças sitiantes;
- Avistando os barcos que permitiram às forças de Wellesley emboscar as forças do marechal Nicolas Soult na Segunda Batalha do Porto;
- Sendo o primeiro soldado britânico a capturar uma Águia Imperial, na Batalha de Talavera (na realidade, a primeira Águia Francesa a ser capturada pelos britânicos foi na Batalha de Barrossa em 1811);
- Assaltando com sucesso a violação central em Badajoz;
- Deliberadamente desencadeando a explosão massiva que destruiu a fortaleza de Almeida (geralmente atribuída como acidente, combinada com o descuidado britânico no manejo de suas munições);
- Levando a notícia da invasão da Bélgica por Napoleão a Wellington no baile da duquesa de Richmond, durante a Batalha de Waterloo, (historicamente o portador da mensagem era um dos aide-de-camp do Príncipe de Orange: o tenente Henry Webster, 9º Dragões de Luz);
- Disparando a tiro que feriu o Príncipe de Orange durante a Batalha de Waterloo, forçando-o a se retirar do campo (na realidade, este tiro foi provavelmente disparado por um escaramuçador francês);
- Assumindo o comando de um regimento afugentando o avanço da Guarda Imperial Francesa na Batalha de Waterloo.

## Títulos publicados
O primeiro livro foi escrito em 1981, com Richard Sharpe na Espanha na campanha de Talavera em 1809. Os sete livros seguintes foram escritos em ordem até  Sharpe's Siege em 1814. O romance Sharpe's Rifles foi escrito em seguida, situado em 1809, na época do retiro da Corunha, na Espanha. Os próximos quatro livros de Sharpe's Siege até Sharpe's Devil se situam entre 1820-21. Então veio Sharpe's Battle entre Sharpe's Gold e Sharpe's Company (ambientado em 1811). Cornwell então passou para o início da carreira de Sharpe, no exército, na Índia Britânica com Sharpe's Tiger em 1799, iniciando uma série de três livros, fechando com Sharpe's Prey em 1807. Cornwell seguiu isso com dois romances e quatro contos que se passa entre Sharpe's Rifles (1809) e Sharpe's Devil (1820-21).
No Brasil é publicada pela Editora Record desde 2005 com o nome de As Aventuras de Sharpe do primeiro livro até o sexto, a partir da publicação do sétimo o nome é trocado para As Aventuras de um Soldado nas Guerras Napoleônicas, nome pelo qual é ainda publicado. A escolha da Editora Record foi de lançar na ordem cronológica da história e não na ordem de publicação.
Em Portugal foi publicado a partir de 2004 pela Planeta Editora, do sexto ao décimo-sétimo volume na ordem cronológica, abrangendo os volumes cuja ação se desenrola durante a Guerra Peninsular.

### Romances
| Ordem cronológica | Ordem de publicação | Título e sub-título                                                                  | Título em português | Publicação |
| --- | ------------------- | ------------------------------------------------------------------------------------ | --- | ---------- |
| 1 | 14                  | Sharpe's Tiger: Richard Sharpe and the Siege of Seringapatam, 1799                   | O Tigre de Sharpe: Cerco a Seringapatam, Índia, 1799                                                                                         | 1997       |
| A primeira das aventuras indianas de Richard Sharpe, colocando-o contra o sinistro Sultão Tippoo no cerco de Seringapatam, 1799. |                     |                                                                                      | |            |
| |                     |                                                                                      | |            |
| 2 | 15                  | Sharpe's Triumph Richard Sharpe and the Battle of Assaye, September 1803             | O Triunfo de Sharpe - Batalha de Assaye, Índia, setembro de 1803                                                                             | 1998       |
| Sharpe, agora sargento, encontra-se ao lado de Sir Arthur Wellesley na aterrorizante Batalha de Assaye. |                     |                                                                                      | |            |
| |                     |                                                                                      | |            |
| 3 | 16                  | Sharpe's Fortress: Richard Sharpe and the Siege of Gawilghur, December 1803          | A Fortaleza de Sharpe - Cerco de Gawilghur, Índia, dezembro de 1803                                                                          | 1999       |
| A primeira história de Sharpe como oficial leva-o ao imenso forte de Gawilghur. Esta é também a última das suas aventuras indianas. |                     |                                                                                      | |            |
| |                     |                                                                                      | |            |
| 4 | 17                  | Sharpe's Trafalgar: Richard Sharpe and the Battle of Trafalgar, October 1805         | Sharpe em Trafalgar - Batalha naval de Trafalgar, Espanha, 1805                                                                              | 2000       |
| Sharpe tem que ir para casa saindo da índia, e ele teria saído em 1805 e o Cabo Trafalgar está a caminho de casa, então por que ele não chegou a tempo? |                     |                                                                                      | |            |
| |                     |                                                                                      | |            |
| 5 | 18                  | Sharpe's Prey: Richard Sharpe and the Siege of Copenhagen, 1807                      | A Presa de Sharpe - Expedição a Copenhague, 1807                                                                                             | 2001       |
| Conta a história de uma das campanhas mais obscuras de toda a guerra napoleônica. Os dinamarqueses tinham uma enorme frota mercante, perdendo apenas em tamanho para a da Grã-Bretanha e, para protegê-la, possuíam uma marinha formidável. Mas a Dinamarca era um país muito pequeno e quando, em 1807, os franceses decidiram invadir a Dinamarca e tomar a frota para si, a Grã-Bretanha teve que agir rapidamente. Rapidamente, mas não particularmente justamente. |                     |                                                                                      | |            |
| |                     |                                                                                      | |            |
| 6 | 9                   | Sharpe's Rifles: Richard Sharpe and the French Invasion of Galicia, January 1809     | Os Fuzileiros de Sharpe - Invasão francesa da Galiza, janeiro de 1809 Sharpe e os Fuzileiros - A Invasão Francesa da Galiza, janeiro de 1809 | 1988       |
| O início da Guerra Peninsular (as batalhas entre 1808 e 1814 para expulsar os franceses de Portugal e Espanha). A campanha peninsular ocupa a maior parte da série de Sharpe e este livro começa durante o retiro infame para a Corunha. |                     |                                                                                      | |            |
| |                     |                                                                                      | |            |
| 7 | 19                  | Sharpe's Havoc: Richard Sharpe and the Campaign in Northern Portugal, Spring 1809    | A Devastação de Sharpe - Invasão francesa em Portugal, maio de 1809 Sharpe e a Campanha de Wellington - Norte de Portugal, maio de 1809      | 2003       |
| A devastação de Sharpe ocorre durante a invasão francesa de Portugal em 1809 e o devastador contra-ataque de Sir Arthur Wellesley. |                     |                                                                                      | |            |
| |                     |                                                                                      | |            |
| 8 | 1                   | Sharpe's Eagle: Richard Sharpe and the Talavera Campaign, July 1809                  | A Águia de Sharpe - Espanha, julho de 1809 Sharpe e a Águia do Império - Campanha de Talavera, julho de 1809                                 | 1981       |
| Conta a história da batalha de Talavera. |                     |                                                                                      | |            |
| |                     |                                                                                      | |            |
| 9 | 2                   | Sharpe's Gold: Richard Sharpe and the Destruction of Almeida, August 1810            | O Ouro de Sharpe - A Destruição de Almeida, 1810                                                                                             | 1981       |
| Sharpe é designado para roubar algum ouro espanhol necessário para construir as linhas de Torres Vedras, mas cai em desgraça de um partidário espanhol corrupto e acaba no forte sitiado de Almeida. |                     |                                                                                      | |            |
| |                     |                                                                                      | |            |
| 10 | 20                  | Sharpe's Escape: Richard Sharpe and the Battle of Bussaco, September 1810            | A Fuga de Sharpe - A Batalha do Buçaco, setembro de 1810 Sharpe e a Campanha do Buçaco                                                       | 2004       |
| É o final do verão de 1810 e os franceses montam sua terceira e mais ameaçadora invasão de Portugal. O capitão Richard Sharpe, com sua companhia de casacas vermelhas e fuzileiros, encontra os invasores na encosta magra do Bussaco, onde, apesar de uma vitória impressionante, os franceses não estão parados. |                     |                                                                                      | |            |
| |                     |                                                                                      | |            |
| 11 | 21                  | Sharpe's Fury: Richard Sharpe and the Battle of Barrosa March 1811, Winter 1811      | A Fúria de Sharpe - A Batalha de Barrosa, março de 1811 A Fúria de Sharpe - março de 1811                                                    | 2007       |
| A Fúria de Sharpe baseia-se nos verdadeiros acontecimentos do inverno de 1811 que levaram à extraordinária vitória de Barossa. |                     |                                                                                      | |            |
| |                     |                                                                                      | |            |
| 12 | 13                  | Sharpe's Battle: Richard Sharpe and the Battle of Fuentes de Oñoro, May 1811         | A Batalha de Sharpe - A Batalha de Fuentes Oñoro, maio de 1811 O Desafio de Sharpe - A Batalha de Fontes de Onor, maio de 1811               | 1995       |
| O conto medonho da batalha de Fuentes d'Onoro, uma luta sangrenta na fronteira portuguesa que se deteriorou em uma luta de sarjeta nos becos estreitos de uma pequena aldeia. |                     |                                                                                      | |            |
| |                     |                                                                                      | |            |
| 13 | 3                   | Sharpe's Company: Richard Sharpe and the Siege of Badajoz, January to April 1812     | A Companhia de Sharpe - Cerco de Badajoz, abril de 1812 Sharpe e o Cerco de Badajoz, janeiro a abril de 1812                                 | 1982       |
| Conta a história do horrível assalto a Badajoz em 1812. Os britânicos estavam de mau humor, tinham sido penalizados pela guarnição e suspeitavam que os habitantes espanhóis da cidade eram simpatizantes franceses, por isso, quando entraram, ficaram loucos. |                     |                                                                                      | |            |
| |                     |                                                                                      | |            |
| 14 | 4                   | Sharpe's Sword: Richard Sharpe and the Salamanca Campaign, June and July 1812        | A Espada de Sharpe - A tomada de Badajoz, 1812 Sharpe e a Campanha de Salamanca, junho e julho de 1812                                       | 1983       |
| Sharpe carrega sua espada (uma espada de cavalaria pesada padrão de 1796, uma lâmina de açougueiro mal equilibrada) para a extraordinária batalha fora de Salamanca onde, para citar um general inimigo, Wellington "destruiu quarenta mil franceses em quarenta minutos". |                     |                                                                                      | |            |
| |                     |                                                                                      | |            |
| 15 | 5                   | Sharpe's Enemy: Richard Sharpe and the Defence of Portugal, Christmas 1812           | O Inimigo de Sharpe - A batalha dos Arapiles, julho de 1812 Sharpe e a Defesa de Portugal, Natal de 1812                                     | 1984       |
| Em 1812, muitos homens desertaram dos exércitos britânico, francês, espanhol e português, e alguns deles, muitos deles, se reuniram nas montanhas da fronteira, onde eram liderados por um renegado francês apelidado de Pot-au-Feu. Eles formaram um grupo semi-militar de bandidos e seus inimigos concordaram em uma coisa - eles tiveram que ser esmagados. |                     |                                                                                      | |            |
| |                     |                                                                                      | |            |
| 16 | 6                   | Sharpe's Honour: Richard Sharpe and the Vitoria Campaign, February to June 1813      | (não publicado em língua portuguesa) | 1985       |
| Pierre Ducos, o super agente francês, tenta acabar com a vida de Sharpe. |                     |                                                                                      | |            |
| |                     |                                                                                      | |            |
| 17 | 7                   | Sharpe's Regiment: Richard Sharpe and the Invasion of France, June to November 1813  | (não publicado em língua portuguesa) | 1986       |
| Sharpe é mandado para casa para recrutar soldados para seu regimento, o South Essex, e uma vez na Inglaterra ele encontra um velho inimigo - Sir Henry Simmerson, antes um coronel do South Essex e agora, o que mais, um coletor de impostos. |                     |                                                                                      | |            |
| |                     |                                                                                      | |            |
| 18 | 8                   | Sharpe's Siege: Richard Sharpe and the Winter Campaign, 1814                         | (não publicado em língua portuguesa) | 1987       |
| Sharpe se vê encalhado, cercado e com apenas um aliado improvável - o capitão Cornelius Killick, de Marblehead, Massachusetts. |                     |                                                                                      | |            |
| |                     |                                                                                      | |            |
| 19 | 10                  | Sharpe's Revenge: Richard Sharpe and the Peace of 1814                               | (não publicado em língua portuguesa) | 1989       |
| Isso ocorre entre o fim da Guerra Peninsular e a Campanha de Waterloo - e Sharpe persegue Ducos para a Itália, embora não antes de ter lutado na batalha climática em Toulouse, que é a última vitória de Wellington na Guerra Peninsular. |                     |                                                                                      | |            |
| |                     |                                                                                      | |            |
| 20 | 11                  | Sharpe's Waterloo: Richard Sharpe and the Waterloo Campaign, 15 June to 18 June 1815 | (não publicado em língua portuguesa) | 1990       |
| A história da batalha - e a parte de Sharpe nela. |                     |                                                                                      | |            |
| |                     |                                                                                      | |            |
| 21 | 12                  | Sharpe's Devil: Richard Sharpe, Thomas Cochrane and the Emperor, 1820–21             | (não publicado em língua portuguesa) | 1992       |
| A história se passa em 1820, com Sharpe e Harper a caminho do Chile para encontrar seu velho amigo Blas Vivar. Ao longo do caminho eles encontram o exilado Napoleão Bonaparte e o escocês ex-oficial da Marinha Real Britânica Lord Cochrane. |                     |                                                                                      | |            |

### Contos
| Título e sub-título | Título em português | Publicação | Data de revisão                             |  |
| --- | --- | ---------- | ------------------------------------------- |  |
| Sharpe's Skirmish: Richard Sharpe and the Defence of the Tormes, August 1812 | Escaramuça de Sharpe: Richard Sharpe e a Defesa do Tormes, agosto de 1812 (título traduzido, não publicado em língua portuguesa) | 1999       | edição estendida revisada publicada em 2002 |  |
| É o verão de 1812 e Richard Sharpe, recém-recuperado da ferida que recebeu nos combates em Salamanca, recebe um dever fácil; para guardar um oficial comissário alocado em um obscuro forte espanhol onde há alguns mosquetes franceses capturados para serem consertados. Mas desconhecido para os britânicos, os franceses estão planejando um ataque ! | |            |                                             |  |
| | |            |                                             |  |
| Sharpe's Ransom: December 1816, Normandy | Resgate de Sharpe: dezembro de 1816, Normandia (título traduzido, não publicado em língua portuguesa)                            | 1994       | edição revisada publicada em 2003           |  |
| 'Sharpe's Ransom' vem depois do Sharpe's Waterloo e se passa em tempo de paz. | |            |                                             |  |
| | |            |                                             |  |
| Sharpe's Christmas: December 1813, Franco-Spanish border | Natal de Sharpe: dezembro de 1813, fronteira franco-espanhola (título traduzido, não publicado em língua portuguesa)             | 1994       | edição revisada publicada em 2003           |  |
| 'Sharpe's Christmas' é ambientado em 1813, no final da Guerra Peninsular e contempla o regimento de Sharpe. | |            |                                             |  |

## Série de TV
Sharpe é uma série histórica da televisão britânica estrelada por Sean Bean como Richard Sharpe, um soldado britânico fictício nas Guerras Napoleônicas, com o ator irlandês Daragh O'Malley interpretando seu ajudante Patrick Harper. A maioria, embora não todos, dos episódios é baseada nos livros. Produzida pela Celtic Films e Picture Palace Films para a rede ITV, a série foi filmada principalmente na Criméia, alguns episódios na Turquia, embora algumas filmagens também tenham sido feitas na Inglaterra, Portugal e Espanha. Duas episódios foram filmadas na Índia.
A série foi originalmente exibida de 1993 a 1997. Em 2006, o ITV estreou o Sharpe's Challenge, uma aventura de duas partes baseada em sua permanência na Índia, com Sean Bean continuando seu papel como Sharpe; a primeira parte estreou em 23 de abril, com a segunda parte sendo exibida na noite seguinte. Com mais sangue do que episódios anteriores, o programa foi transmitido pela BBC America em setembro de 2006. As filmagens de Sharpe's Peril, produzido pela Celtic Film/Picture Palace, começaram em 3 de março de 2008 na Índia. A primeira parte foi transmitida pela ITV e pela UTV em 2 de novembro de 2008, com a segunda parte exibida uma semana depois, embora a STV, detentora das licenças escocesas do Norte e Central da ITV, decidisse não exibir Sharpe's Peril. Sharpe's Challenge e Sharpe's Peril foram transmitidos nos EUA em 2010, como parte da temporada Masterpiece Classic da PBS.

### Lista de episódios
Os episódios são listados pela primeira data de exibição.
| Num. | Exibição | Nome do episódio   | Cenário                | Data na história |
| ---- | -------- | ------------------ | ---------------------- | ---------------- |
| 1    | 1993     | Sharpe's Rifles    | Portugal               | 1809             |
| 2    | 1993     | Sharpe's Eagle     | Batalha de Talavera    | 1809             |
| 3    | 1994     | Sharpe's Company   | Batalha de Badajoz     | 1812             |
| 4    | 1994     | Sharpe's Enemy     | Portugal               | 1813             |
| 5    | 1994     | Sharpe's Honour    | Batalha de Vitória     | 1813             |
| 6    | 1995     | Sharpe's Gold      | Espanha                | 1813             |
| 7    | 1995     | Sharpe's Battle    | Guerra Peninsular      | 1813             |
| 8    | 1995     | Sharpe's Sword     | Guerra Peninsular      | 1813             |
| 9    | 1996     | Sharpe's Regiment  | Inglaterra             | 1813             |
| 10   | 1996     | Sharpe's Siege     | Bordéus                | 1813             |
| 11   | 1996     | Sharpe's Mission   | Império Napoleônico    | 1810 e 1813      |
| 12   | 1997     | Sharpe's Revenge   | Toulouse               | 1814             |
| 13   | 1997     | Sharpe's Justice   | Yorkshire, paz em 1814 | 1814             |
| 14   | 1997     | Sharpe's Waterloo  | Batalha de Waterloo    | 1815             |
| 15   | 2006     | Sharpe's Challenge | Índia                  | 1803 e 1817      |
| 16   | 2008     | Sharpe's Peril     | Índia                  | 1818             |